# Коструба Петро Петрович

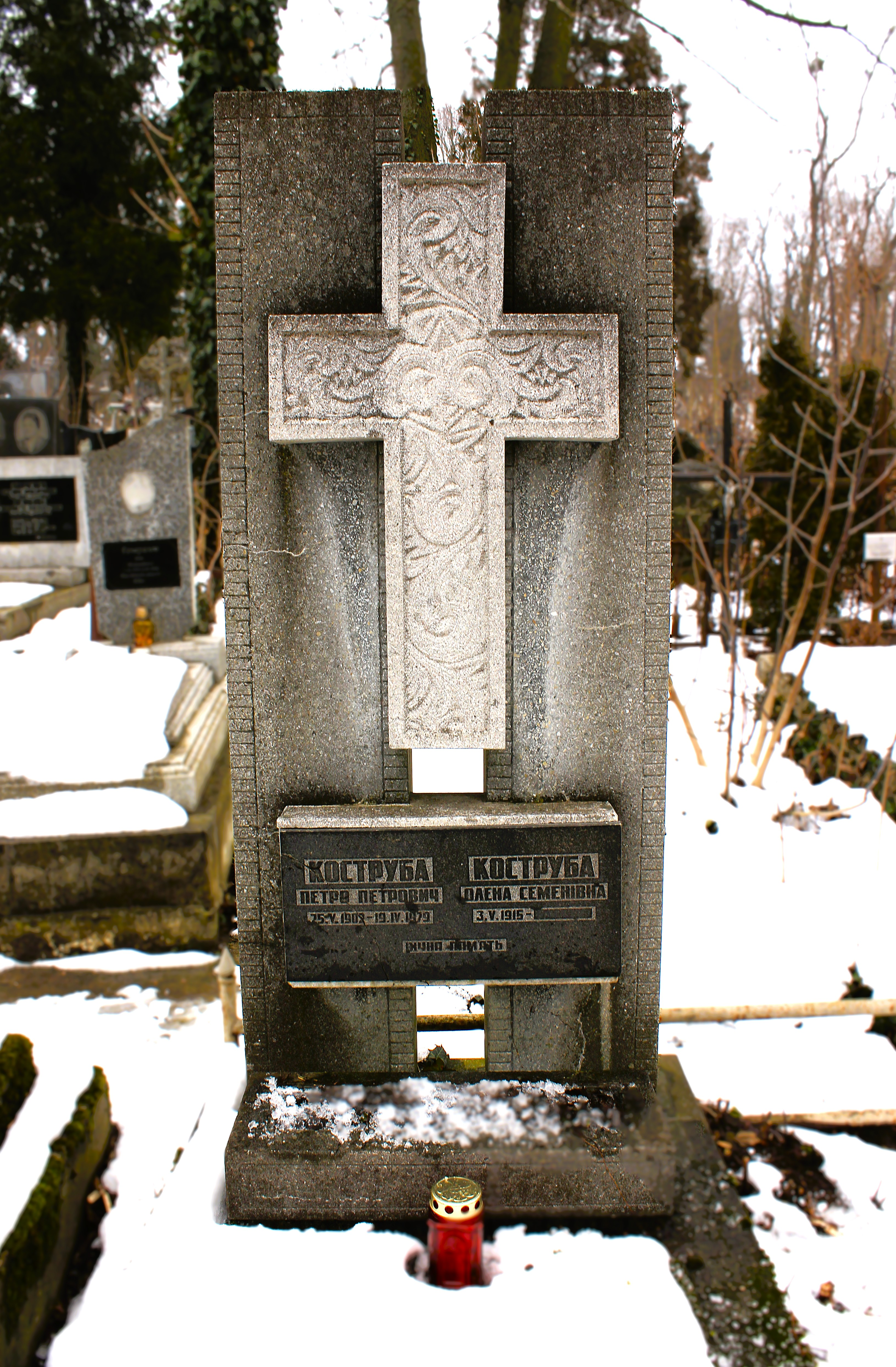
Нагробок на могилі Петра Коструби.

Коструба Петро Петрович (25 травня 1903, с. Стара Ягільниця, нині Чортківського району — 19 квітня 1979, м. Львів) — український вчений-мовознавець, педагог. Брат Теофіля Коструби. Магістр філософії у галузі філологічних наук (1935), кандидат філологічних наук (1947, без захисту дисертації).

## Життєпис
Закінчив гуманістичний факультет Львівського університету (1930, нині національний університет).
Працював учителем у Львівській гімназії імені Кокорудзів [1929–1940).
Одночасно працював у комісії мови та етнографічній комісії НТШ у Львові.
1939—1941 — викладач Львівського торговельно-економічного інституту (нині комерційна академія).
1941—1943 — учитель торгової школи.
1943—1944 — учитель Другої Львівської гімназії.
1944—1946 — доцент, завідувач кафедри української мови Львівського університету.
1947—1956 репресований, в ув'язненні перебував у Кемеровській області.
Від 1956 — доцент кафедри української мови у Львівському університеті. Серед його учнів був Василь Кобилюх.
Похований у Львові, на 33 полі Янівського цвинтаря.

## Праці
Автор наукових статей, курсу лекцій «Фонетика сучасної української літературної мови» (1963).
Член авторського колективу праці «Сучасна українська літературна мова» (Т. 1-5; 1969-73).
Праці:
- «Висловлення як основна одиниця живої мови» (1959),
- «До питання про поняття і класифікацію неповних речень» (1960),
- «Навантаження фонем української мови в творах Т. Г. Шевченка» (1961),
- «Фонетична і фонематична транскрипція українських текстів» (1961),
- «Питання класифікації комунікативних одиниць мови» (1962),
- «Про систему приголосних фонем української літературної мови» (1962) та інші.

Створив курс лекцій для студентів філологічного факультету «Фонетика сучасної української літературної мови» (ч. 1-2, 1963) та посібник «Фонетика української мови» (1979, не вид.).